# (9570) 1988 RQ5
A (9570) 1988 RQ5 a Naprendszer kisbolygóövében található aszteroida. Henri Debehogne fedezte fel 1988. szeptember 2-án.